# Storch (famiglia)

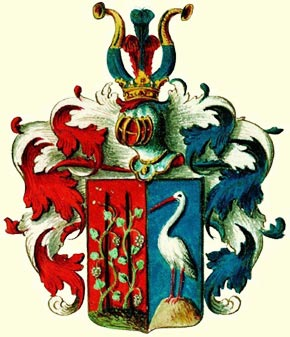
Lo stemma della famiglia "Von Storch" con la cicogna. "Storch" in tedesco sta appunto per "Cicogna".

Storch è il nome di una famiglia nobile originaria di Osnabrück, in Germania.

## Storia
La sua storia inizia per l'appunto in Germania con Johann von Storch, scrittore di libri religiosi del XVII secolo, morto nel 1683. La famiglia viveva, dove anche oggi risiedono molte persone con questo cognome, nei quartieri più benestanti di Rostock, città tedesca che affaccia sul mar Baltico. 
Durante il Sacro Romano Impero, Johann von Storch discese ad Osnabrück e si stabilì a Meclemburgo, una importante regione storica della Germania del Nord, sul mar Baltico.
La famiglia von Storch inizia con il cognome “Stark” in Svezia con Jon Persson Stark, capitano di cavalleria dell'Esercito Reale Svedese, il 10 Settembre 1634 gli venne concessa la nobiltà dopodiché i suoi discendenti hanno continuato a portare il cognome come "von Storch". Possedevano un seggio nella Casa della Nobiltà Svedese (Riddarhuset) a Stoccolma, al seggio n. 233.
Il 28 giugno 1776, Carl Ludwig von Storch da Osnabrück, discendente di Johann Storch, ha accettato la naturalizzazione del cognome “Storch” in “Stark” diventando così nobile Svedese. La prima associazione del cognome “von Storch” con quello “Stark” avvenne per la prima volta col consigliere Johann Joachim Storch-Stark, figli: Gustav Friedrich e Theodosius Christian von Storch-Stark. Il 12 Novembre 1840 i figli di Gustav Friedrich sono stati inclusi nella cavalleria reale.
Altro membro famoso di questa famiglia fu Heinrich Friedrich von Storch, economista tedesco-russo nato a Riga nel Marzo 1776. Frequentò varie corti europee, tra cui anche quelle degli Zar come maestro privato delle figlie dello Zar Paolo.
In Germania, al giorno d'oggi, i von Storch più conosciuti sono Sven von Storch, uomo d'affari; la sua consorte Beatrix von Storch (nata Herzogin von Oldenburg), avvocatessa e esponente politica del partito Alternative für Deutschland; Hans von Storch, climatologo e docente universitario.
Esiste anche un ramo della famiglia diffusosi in Italia, in particolare in Emilia Romagna (Province di Modena e Reggio Emilia), gli Storchi. Un esponente della famiglia, Gaetano, finanziò la costruzione del teatro di Modena. Gli Storchi attualmente più noti sono Alfredina, storica del mondo antico; Dorina, attivista antifascista; Fabio, imprenditore e presidente degli industriali reggiani; Massimo, storico della resistenza; e due Paolo Storchi, uno  archeologo e l'altro enologo.